# 扎克里尼恰 (赫梅利尼茨基州)
49°50′20″N 26°50′55″E / 49.83889°N 26.84861°E
扎克里尼恰（羅馬化：Zakrynychchia）是位於烏克蘭西部的村莊，由赫梅利尼茨基州裡赫梅利尼茨基區的安東尼尼市鎮負責管轄。該村面積2.03平方公里，海拔高度306米，2001年人口631，人口密度每平方公里310.2人。